# 100897 Piatra Neamț
100897 Piatra Neamț este un asteroid din centura principală de asteroizi.

## Descriere
100897 Piatra Neamț este un asteroid din centura principală de asteroizi. A fost descoperit pe 5 mai 1998 la San Marcello Pistoiese de Luciano Tesi și Alfredo Caronia. Asteroidul prezintă o orbită caracterizată de o semiaxă mare de 2,17 ua, o excentricitate de 0,16 și o înclinație de 1,5° în raport cu ecliptica.